# Battaglia di Carberry Hill
La battaglia di Carberry Hill fu uno scontro combattuto il 15 giugno 1567, nei pressi di Musselburgh, East Lothian, alcune miglia ad est di Edimburgo, in Scozia. Diversi aristocratici scozzesi si opposero al regno di Maria Stuarda dopo che questa aveva sposato il conte di Bothwell, che essi credevano avesse assassinato il precedente marito della sovrana, lord Darnley. I nobil erano convinti di dover vendicare la morte di lord Darnley. Ad ogni modo, lord Bothwell riuscì a fuggire a Carberry mentre la regina Maria si arrese alle forze nemiche. Maria venne costretta ad abdicare, ma fuggì di prigione e venne sconfitta nuovamente con le sue forze nella battaglia di Langside. Si portò in esilio in Inghilterra mentre i suoi sostenitori continuarono a combattere la guerra civile in Scozia.

## Il conflitto
A maggio del 1567 la regina Maria di Scozia sposò James Hepburn, IV conte di Bothwell. Molti degli alleati della regina che in precedenza l'avevano supportata, inclusi i conti di Maitland, Morton, Balfour e Murray di Tullibardine, disapprovavano questa sua scelta.
In aprile, il conte di Bothwell, assieme ad altri nobili, era stato infatti accusato dell'assassinio di lord Darnley, ma il processo che ne era seguito aveva scagionato completamente Bothwell da ogni responsabilità. Il suo principale accusatore, il padre di lord Darnley, il conte di Lennox, non si era inoltre presentato al processo malgrado i ripetuti richiami da parte della corte. Molti nobili scozzesi dibattevano sulla legittimità o meno del verdetto e James Murray si offrì di sfidare a duello il conte di Bothwell per provare la sua innocenza. Malgrado il dissenso pubblico, Maria creò lord Bothwell al titolo di duca di Orkney e marchese di Fife il 12 maggio 1567, e quindi lo sposò tre giorni più tardi. L'11 giugno 1567 i nemici di Bothwell si assemblarono in armi ad Edimburgo, stampando dei proclami con le loro intenzioni di vendicare la morte di lord Darnley e preservare gli interessi del principe ereditario.

## Lo stallo a Carberry Hill
Col solo supporto del Clan Hamilton, la regina Maria col conte di Bothwell lasciarono il castello di Fa'side la mattina del 15 giugno 1567 e presero posizione presso il campo di battaglia a Carberry. L'esercito della regina Maria, secondo la testimonianza di John Knox, si servì delle trincee realizzate vent'anni prima dagli inglesi per la battaglia di Pinkie che si combatté nella medesima area. Questi disponevano di cannoni e picche provenienti dal castello di Dunbar. Secondo una lettera inviata all'arcivescovo di Glasgow, la regina disponeva di 200 moschettieri al comando dei capitani Alexander Stewart e Hew Lauder. Sette o otto cannoni vennero portati dal castello di Dunbar per rafforzare le posizioni della regina. Gli uomini di Bothwell contavano su 300 picche provenienti da Dunbar.
I ribelli si avvicinarono al sito della battaglia provenendo da Musselburgh con forze di eguale grandezza. David Calderwood scriveva che 2000 erano i volontari reclutati a Edimburgo, con però pochi archibugieri. Knox, disse che il gruppo dei ribelli compì un giro attorno alla collina per trovare il luogo migliore per avvistare le posizioni del nemico senza avere il sole negli occhi. Durante le manovre, l'esercito della regina Maria credette che il nemico si stesse dirigendo verso Dalkeith per fuggire dallo scontro. Lo stallo perdurò dalle 11:00 alle 17:00. Con i due eserciti contrapposti ma immobili nel tentativo di capire quali fossero le intenzioni l'uno dell'altro, l'ambasciatore francese si offrì di negoziare e ricevette dal conte di Morton la sua ferma risoluzione nel voler combattere gli assassini di lord Darnley. La prima azione del conte di Bothwell fu quella di sparare col cannone contro i picchieri acavallo che tentavano di opporglisi.
I sostenitori della regina portavano come insegna il leone di Scozia, mentre i ribelli portavano rappresentata sulla loro bandiera la scena dell'assassinio di lord Darnley sotto un albero con il piccolo Giacomo VI ed il motto "Judge and Revenge my cause, O Lord." ("Giudica e vendica la mia causa, o Signore")
Lord Bothwell si offrì di combattere separatamente i vari lord che gli si contrapponevano. William Kirkcaldy accettò la sfida, ma il conte non combatté con questi dal momento che il suo avversario aveva solo il titolo di barone ed era pertanto inferiore al suo. Rifiutò inoltre di sfidare Murray di Tullibardine e poi lord Lindsay per gli stessi motivi. Il tempo era caldo e i sostenitori della regina erano a corto d'acqua. Il giorno era ormai trascorso interamente e due dei principali sostenitori di Bothwell, Edmund Blackadder ed il signore di Wedderburn, i quali avevano inteso che il loro comandante fosse intenzionato a lasciar perdere il combattimento, rivolsero le loro scuse a Maria e si allontanarono dal campo. Il combattimento era terminato senza colpo ferire.

Quando William Drury, maresciallo di Berwick, inviò una relazione di ciò che era accaduto a Londra, disse anche:
"L'aspetto della regina sul campo era simile a quello di una donna vestita alla moda di Edimburgo, con un vestito rosso, maniche strette [...] un cappello di velluto e una sciarpa. Usava grande persuasione e parole d'incoraggiamento coi suoi per spronarli alla battaglia. Quando vide la bandiera dei Lords che mostrava il cadavere [dell'ex marito], disse che avrebbe voluto non averla mai vista [...] e se ne disse molto offesa.
George Buchanan scrisse che Maria alla fine decise di arrendersi "vestita solo di una veste sciatta che scendeva appena sotto il ginocchio."

## Uomini del re e della regina
Secondo la cronaca The Historie of James the Sext, i sostenitori della regina a Carberry furono George Seton, VII lord Seton, lord Hay di Yester, lord Borthwick, John Cockburn di Ormiston, i signori di Wedderburn, Blackadder di Tulliallan, e Cockburn di Langtoun.
I confederati che le si opponevano comprendevano il conte di Morton, John Erskine, conte di Mar, Alexander Cunningham, V conte di Glencairn, i signori di Lindsay, William Ruthven, I conte di Gowrie, Alexander Home, V lord Home, lord Sempill, lord Sanquhar e i signori William Murray di Tullibardine, Douglas di Drumlanrig, Kirkcaldy di Grange con tutti i loro fanti e cavalieri.

## Conseguenze
I ribelli portarono la regina Maria a Edimburgo e quindi, tradendo il giuramento fatto a Carberry Hill di rispettare la sua persona, la imprigionarono al castello di Lochleven, presso Kinross, dove il suo carceriere fu sir William Douglas, fratellastro di James Stewart, I conte di Moray. William Kirkcaldy si infuriò coi ribelli perché questi avevano tradito il loro giuramento. Secondo George Buchanan la spia Ninian Cockburn corse immediatamente alla corte francese con la notizia della cattura di Maria di Scozia.
La regina Maria rimase in prigione per un totale di undici mesi mentre i lord che l'avevano sconfitta a Carberry Hill continuavano ad accusarla di tradimento. Bothwell ottenne una nave per portarsi dapprima a Shetland, per poi attraversare il mare e giungere in Norvegia, concludendo i propri giorni in prigione e malato di mente.
Maria riuscì a fuggire da Lochleven e si diresse al castello di Dumbarton nella Scozia occidentale. Ripreso il controllo dei suoi sostenitori, venne sconfitta nella battaglia di Langside. Cercò rifugio in Inghilterra, ma venne infine giustiziata nel 1587. In Scozia i suoi sostenitori proseguirono una guerra civile per i successivi cinque anni.